# Choristoneura spaldingana
Choristoneura spaldingana es una especie de polilla del género Choristoneura, tribu Archipini, subfamilia Tortricinae. Fue descrita científicamente por Obraztsov en 1962.

## Distribución
Se distribuye por América del Norte: Estados Unidos (Utah).